# Vittoria Avanzini
Vittoria Avanzini (Busto Arsizio, 8 febbraio 1915 – Busto Arsizio, 17 dicembre 2001) è stata una ginnasta italiana.

## Biografia
Nata nel 1915 a Busto Arsizio, in provincia di Varese, era sorella di Anna Avanzini, ginnasta partecipante in squadra con lei alle Olimpiadi di Berlino 1936.
A 21 anni partecipò ai Giochi olimpici di Berlino 1936, nel concorso a squadre, chiuso al settimo posto con 442.05 punti totali (17.95 alle parallele, 18.80 alla trave e 18.00 al volteggio i suoi punteggi).
Morì nel 2001, a 86 anni.